# Liste der deutschen Außenminister
Außenminister Deutschlands sind in der Regierung dafür zuständig, Deutschland gegenüber anderen Staaten zu vertreten. Sie stehen einem entsprechenden Ministerium vor.
Die erste gesamtdeutsche Regierung war die Provisorische Zentralgewalt des entstehenden Deutschen Reiches von 1848/1849. Es wurde auch Gesamt-Reichsministerium oder Reichsregierung genannt. Drei Jahre nach Gründung des Norddeutschen Bundes von 1867 wurde 1870 das preußische Außenministerium auf die Bundesebene übertragen. Da es dort keine Ministerien, sondern nur Ämter gab, erhielt es fortan die Bezeichnung Auswärtiges Amt. Sein Leiter hatte im Norddeutschen Bund (1867–1870) und im Kaiserreich (1871–1918) den Titel Staatssekretär und war kein verantwortlicher Minister in einer kollegialen Regierung. Stattdessen handelte es sich, wie bei den anderen obersten Bundesbehörden bzw. Reichsbehörden, um einen Amtsleiter, der dem Bundeskanzler bzw. Reichskanzler unterstellt war.
Einen Reichsminister des Auswärtigen dem Namen und der Stellung nach gab es erst ab 1919 mit dem Gesetz über die vorläufige Reichsgewalt und dann der Weimarer Verfassung. Der Name blieb in der Zeit des Nationalsozialismus (1933–1945) derselbe. In der DDR hieß es Minister für Auswärtige Angelegenheiten (Ministerium für Auswärtige Angelegenheiten der DDR). In der Bundesrepublik Deutschland lautet der Titel Bundesminister des Auswärtigen (Auswärtiges Amt).

## Reichsminister der Provisorischen Zentralgewalt des Deutschen Reiches 1848/1849

Reichsadler der Zentralgewalt

| Name                           | Amtszeitstart | Amtszeitende  |
| ------------------------------ | ------------- | ------------- |
| Anton von Schmerling (interim) | 14. Jul. 1848 | 5. Aug. 1848  |
| Karl zu Leiningen              | 5. Aug. 1848  | 9. Aug. 1848  |
| Johann Gustav Heckscher        | 9. Aug. 1848  | 6. Sep. 1848  |
| Anton von Schmerling           | 24. Sep. 1848 | 15. Dez. 1848 |
| Heinrich von Gagern            | 17. Dez. 1848 | 16. Mai 1849  |
| August Giacomo Jochmus         | 16. Mai 1849  | 20. Dez. 1849 |

## Staatssekretär des Auswärtigen Amtes desNorddeutschen Bundes1870

Wappen des Norddeutschen Bundes

| Name              | Amtszeitstart | Amtszeitende  |
| ----------------- | ------------- | ------------- |
| Hermann von Thile | 12. Jan. 1870 | 21. Mär. 1871 |

## Staatssekretäre des Auswärtigen Amtes des Deutschen Reiches (Deutsches Kaiserreich1871–1919)

Wappen des Deutschen Kaiserreiches

Im zweiten deutschen Kaiserreich hatten auch einige Gliedstaaten Außenminister. So verfügten beispielsweise die Königreiche Sachsen und Bayern über ein solches Ministerium (vgl. Liste der sächsischen Außenminister, Bayerisches Staatsministerium des Äußern). Zudem unterhielten auch andere Staaten Gesandtschaften explizit für die Gliedstaaten des Reiches (vgl. Liste der britischen Gesandten in Sachsen).
| Name                                  | Amtszeitstart | Amtszeitende  |
| ------------------------------------- | ------------- | ------------- |
| Hermann von Thile                     | 21. Mär. 1871 | 30. Sep. 1872 |
| Hermann Ludwig von Balan              | 3. Okt. 1872  | 9. Okt. 1873  |
| Bernhard Ernst von Bülow              | 9. Okt. 1873  | 20. Okt. 1879 |
| Josef Maria von Radowitz              | 6. Nov. 1879  | 17. Apr. 1880 |
| Chlodwig zu Hohenlohe-Schillingsfürst | 20. Apr. 1880 | 1. Sep. 1880  |
| Friedrich zu Limburg-Stirum           | 1. Sep. 1880  | 25. Jun. 1881 |
| Clemens Busch                         | 25. Jun. 1881 | 16. Jul. 1881 |
| Paul von Hatzfeldt-Wildenburg         | 16. Jul. 1881 | 24. Okt. 1885 |
| Herbert von Bismarck                  | 18. Mai 1886  | 26. Mär. 1890 |
| Adolf Marschall von Bieberstein       | 31. Mär. 1890 | 19. Okt. 1897 |
| Bernhard von Bülow                    | 20. Okt. 1897 | 23. Okt. 1900 |
| Oswald von Richthofen                 | 23. Okt. 1900 | 17. Jan. 1906 |
| Heinrich von Tschirschky              | 24. Jan. 1906 | 25. Okt. 1907 |
| Wilhelm von Schoen                    | 26. Okt. 1907 | 27. Jun. 1910 |
| Alfred von Kiderlen-Waechter          | 27. Jun. 1910 | 30. Dez. 1912 |
| Gottlieb von Jagow                    | 11. Jan. 1913 | 22. Nov. 1916 |
| Arthur Zimmermann                     | 22. Nov. 1916 | 6. Aug. 1917  |
| Richard von Kühlmann                  | 6. Aug. 1917  | 9. Jul. 1918  |
| Paul von Hintze                       | 9. Jul. 1918  | 3. Okt. 1918  |
| Wilhelm Solf                          | 3. Okt. 1918  | 13. Dez. 1918 |
| Ulrich von Brockdorff-Rantzau         | 20. Dez. 1918 | 13. Feb. 1919 |

## Reichsminister des Auswärtigen des Deutschen Reiches (Weimarer Republik1919–1933)

Wappen der Weimarer Republik

| Name                            | Amtszeitstart | Amtszeitende  | Partei    |
| ------------------------------- | ------------- | ------------- | --------- |
| Ulrich von Brockdorff-Rantzau   | 13. Feb. 1919 | 21. Jun. 1919 | parteilos |
| Hermann Müller                  | 21. Jun. 1919 | 10. Apr. 1920 | SPD       |
| Adolf Köster                    | 10. Apr. 1920 | 25. Jun. 1920 | SPD       |
| Walter Simons                   | 25. Jun. 1920 | 10. Mai 1921  | parteilos |
| Joseph Wirth                    | 10. Mai 1921  | 23. Mai 1921  | Zentrum   |
| Friedrich Rosen                 | 23. Mai 1921  | 26. Okt. 1921 | parteilos |
| Joseph Wirth                    | 26. Okt. 1921 | 31. Jan. 1922 | Zentrum   |
| Walther Rathenau                | 31. Jan. 1922 | 24. Jun. 1922 | DDP       |
| Joseph Wirth                    | 24. Jun. 1922 | 22. Nov. 1922 | Zentrum   |
| Frederic von Rosenberg          | 22. Nov. 1922 | 13. Aug. 1923 | parteilos |
| Gustav Stresemann               | 13. Aug. 1923 | 3. Okt. 1929  | DVP       |
| Julius Curtius                  | 4. Okt. 1929  | 10. Okt. 1931 | DVP       |
| Heinrich Brüning                | 10. Okt. 1931 | 1. Jun. 1932  | Zentrum   |
| Konstantin Freiherr von Neurath | 1. Jun. 1932  | 30. Jan. 1933 | parteilos |

## Reichsminister des Auswärtigen des Deutschen Reiches (Deutsches Reich 1933–1945)

Wappen während der NS-Zeit

| Name                                    | Amtszeitstart | Amtszeitende  | Partei | Anmerkungen                                   |
| --------------------------------------- | ------------- | ------------- | ------ | --------------------------------------------- |
| Konstantin Freiherr von Neurath         | 30. Jan. 1933 | 4. Feb. 1938  | NSDAP  | bis 1937 parteilos                            |
| Joachim von Ribbentrop                  | 4. Feb. 1938  | 30. Apr. 1945 | NSDAP  |                                               |
| Arthur Seyß-Inquart                     | 30. Apr. 1945 | 2. Mai 1945   | NSDAP  | gemäß dem Politischen Testament Adolf Hitlers |
| Johann Ludwig Graf Schwerin von Krosigk | 2. Mai 1945   | 23. Mai 1945  | NSDAP  |                                               |

## Minister für Auswärtige Angelegenheiten derDeutschen Demokratischen Republik(1949–1990)

Wappen der DDR

| Name               | Amtszeitstart | Amtszeitende  | Partei |
| ------------------ | ------------- | ------------- | ------ |
| Georg Dertinger    | 12. Okt. 1949 | 15. Jan. 1953 | CDU    |
| Anton Ackermann    | 15. Jan. 1953 | 1. Jul. 1953  | SED    |
| Lothar Bolz        | 1. Jul. 1953  | 24. Jun. 1965 | NDPD   |
| Otto Winzer        | 24. Jun. 1965 | 20. Jan. 1975 | SED    |
| Oskar Fischer      | 3. Mär. 1975  | 12. Apr. 1990 | SED    |
| Markus Meckel      | 12. Apr. 1990 | 20. Aug. 1990 | SPD    |
| Lothar de Maizière | 22. Aug. 1990 | 2. Okt. 1990  | CDU    |

## Bundesminister des Auswärtigen derBundesrepublik Deutschland(seit 1951)

Wappen der Bundesrepublik

| Nr. | Name                    | Lebensdaten | Amtszeitstart | Amtszeitende  | Partei |
| --- | ----------------------- | ----------- | ------------- | ------------- | ------ |
| 1   | Konrad Adenauer         | 1876–1967   | 15. Mär. 1951 | 7. Jun. 1955  | CDU    |
| 2   | Heinrich von Brentano   | 1904–1964   | 7. Jun. 1955  | 30. Okt. 1961 | CDU    |
| 3   | Gerhard Schröder        | 1910–1989   | 14. Nov. 1961 | 1. Dez. 1966  | CDU    |
| 4   | Willy Brandt            | 1913–1992   | 1. Dez. 1966  | 22. Okt. 1969 | SPD    |
| 5   | Walter Scheel           | 1919–2016   | 22. Okt. 1969 | 17. Mai 1974  | FDP    |
| 6   | Hans-Dietrich Genscher  | 1927–2016   | 17. Mai 1974  | 17. Sep. 1982 | FDP    |
| 7   | Helmut Schmidt          | 1918–2015   | 17. Sep. 1982 | 1. Okt. 1982  | SPD    |
| 8   | Hans-Dietrich Genscher  | 1927–2016   | 4. Okt. 1982  | 18. Mai 1992  | FDP    |
| 9   | Klaus Kinkel            | 1936–2019   | 18. Mai 1992  | 27. Okt. 1998 | FDP    |
| 10  | Joschka Fischer         | * 1948      | 27. Okt. 1998 | 22. Nov. 2005 | Grüne  |
| 11  | Frank-Walter Steinmeier | * 1956      | 22. Nov. 2005 | 28. Okt. 2009 | SPD    |
| 12  | Guido Westerwelle       | 1961–2016   | 28. Okt. 2009 | 17. Dez. 2013 | FDP    |
| 13  | Frank-Walter Steinmeier | * 1956      | 17. Dez. 2013 | 27. Jan. 2017 | SPD    |
| 14  | Sigmar Gabriel          | * 1959      | 27. Jan. 2017 | 14. Mär. 2018 | SPD    |
| 15  | Heiko Maas              | * 1966      | 14. Mär. 2018 | 8. Dez. 2021  | SPD    |
| 16  | Annalena Baerbock       | * 1980      | 8. Dez. 2021  | 6. Mai 2025   | Grüne  |
| 17  | Johann Wadephul         | * 1963      | 6. Mai 2025   | amtierend     | CDU    |